# 33 Piscium
33 Piscium, som är stjärnans Flamsteed-beteckning, är en dubbelstjärna i den sydvästra delen av stjärnbilden Fiskarna och med variabelbeteckningen BC Piscium. Den har en genomsnittlig skenbar magnitud på ca 4,61 och är synlig för blotta ögat där ljusföroreningar ej förekommer. Baserat på parallaxmätning inom Hipparcosuppdraget på ca 25,3 mas, beräknas den befinna sig på ett avstånd på ca 129 ljusår (ca 40 parsek) från solen. Den rör sig närmare solen med en heliocentrisk radialhastighet på ca –6,5 km/s.

## Egenskaper
Primärstjärnan 33 Piscium A är en röd till orange jättestjärna av spektralklass K0 IIIb,. Den har en massa som är drygt 80 procent av solens massa, en radie som är ca 7 gånger större än solens och utsänder ca 24 gånger mera energi än solen från dess fotosfär vid en effektiv temperatur på ca 4 700 K.
33 Piscium, eller BC Piscium, är en eruptiv variabel av RS Canum Venaticorum-typ (RS) Den har identifierats som en enkelsidig spektroskopisk dubbelstjärna, en omloppsperiod på 72,93 dygn och en excentricitet av 0,27.